# Un pallido orizzonte di colline
Un pallido orizzonte di colline (A Pale View of Hills) è il primo romanzo dello scrittore nippo-britannico Kazuo Ishiguro, pubblicato nel 1982.

## Trama
Rimasta vedova per la seconda volta, Etsuko, una matura donna giapponese, riceve la visita della secondogenita Niki, nata dal matrimonio con un inglese. Tra le due si staglia il ricordo di Keiko, la figlia di Etsuko e del primo marito Jiro, suicidatasi sei anni prima a causa della propria incapacità di adattarsi alla vita da esule nel Regno Unito. La visita di Niki spinge Etsuko a ripensare alla propria infanzia a Nagasaki, dove nacque pochi anni dopo lo scoppio della bomba atomica, e al patrigno Ogata-San, anche lui divorato dalla nostalgia per il passato.

## Accoglienza
Un pallido orizzonte di colline fu accolto positivamente dalla critica e, in particolare, dal New York Times, che ne lodò l'atmosfera misteriosa. Il romanzo vinse il Winifred Holtby Memorial Prize.

## Edizioni italiane
- Un pallido orizzonte di colline, Torino, Einaudi, 1991, ISBN 9788806125493.